# Huron Motor Company
Huron Motor Company war ein US-amerikanischer Hersteller von Automobilen. Eine andere Quelle verwendet die Firmierung Huron Motor Car Company.

## Unternehmensgeschichte
Das Unternehmen wurde 1911 in Detroit in Michigan gegründet. Als Vorgänger gilt die Vernon Motor Car Company, die ihrerseits auf die Detroit-Dearborn Motor Car Company folgte. J. F. Burns war Präsident, J. W. Reynolds Vizepräsident und J. F. Sughrow Sekretär und Schatzmeister. Sie begannen mit der Produktion von Automobilen. Der Markenname lautete Huron. Im gleichen Jahr endete die Produktion.
Es ist nicht bekannt, wie viele Fahrzeuge entstanden. Vier Jahre nach Produktionsende waren noch acht Fahrzeuge dieser Marke in Michigan registriert.

## Fahrzeuge
Die Fahrzeuge bestanden aus Teilen, die von den beiden Vorgängerunternehmen übrig geblieben waren. Sie hatten einen Vierzylindermotor. Er leistete zwischen 30 und 35 PS. Das Fahrgestell hatte 284 cm Radstand.